# Getrumspitze
Die Getrumspitze ist ein 2588 m s.l.m. (nach anderen Angaben 2590 m s.l.m.) hoher Berg in den Sarntaler Alpen. Er befindet sich im Getrumkamm, einem vom östlichen Sarntaler Hauptkamm Richtung Westen ins Durnholzer Tal hineinragenden Seitenkamm. Administrativ liegt die Getrumspitze auf dem Gebiet der Gemeinde Sarntal in Südtirol (Italien). 

## Lage und Umgebung
Nur etwas mehr als 300 Meter südwestlich der Getrumspitze befindet sich das annähernd gleich hohe Plankenhorn (2589 m s.l.m.), das im Gegensatz zur Getrumspitze ein Gipfelkreuz trägt. 
Der Getrumkamm zweigt an der Kassianspitze (2581 m s.l.m.) vom östlichen Sarntaler Hauptkamm in Richtung Nordwesten ab und erreicht nach einer Einschartung mit einer Höhe von etwa 2440 m einen Eckpunkt mit einer Höhe von 2569 m, der auf manchen Karten als Getrumjoch bezeichnet wird, andere Karten verzeichnen dort auch den eigentlichen Gipfel der Getrumspitze. An dieser Stelle biegt der Getrumkamm scharf nach  Südwesten ab, erreicht allmählich steigend den eigentlichen Hauptgipfel der Getrumspitze, bevor er im weiteren Verlauf zum Plankenhorn eine recht deutliche Einschartung mit einer Höhe von etwa 2550 aufweist. An dem als Getrumjoch bezeichneten Eckpunkt zweigt ein weiterer Nebenkamm nach Nordwesten ab, in dem sich die Gipfelpunkte Hirscheck (2421 m)  und Pfaffenspitze (2432 m) befinden. 
Unter den steilen Südwestabstürzen der Getrumspitze befindet sich, weniger als 500 Meter vom Gipfel entfernt, der Getrumsee auf einer Höhe von 2369 m. Der See liegt im weiten Kar zwischen Kassianspitze, Getrumspitze und Plankenhorn.

## Alpinismus
Die Getrumspitze kann über das Plankenhorn erreicht werden, das  unschwierig durch einen markierten Wanderweg erschlossen ist. Ausgehend vom Plankenhorn kann in nordöstlicher Richtung der gesamten Getrumkamms überschritten werden. Diese Passage verfügt jedoch über einige ausgesetzte und durch Fixseile gesicherte Stellen. Der einfachste Zugang zum Plankenhorn erfolgt vom Reinswalder Skigebiet her, wo man mittels einer Seilbahn eine Höhe von 2150 m erreicht; zudem ist ein Anstieg vom Getrumtal herauf möglich. 
Auch von Osten, aus Richtung Latzfons oberhalb des Eisacktales, ist die Getrumspitze erreichbar. Der Zugang erfolgt hierbei entweder über die Kassianspitze oder über das Lückl (2376 m s.l.m.) nahe dem Latzfonser Kreuz.